# Serie Nacional de Béisbol 2008-2009
El 29 de noviembre de 2008 se inauguró la Serie Nacional de Béisbol de Cuba con el encuentro entre Santiago de Cuba y Pinar del Río, campeón y subcampeón de la Serie 47 respectivamente, ese partido concluyó 12x3 a favor de los pinareños. El 2 de diciembre de 2008 todos los equipos debutaron en el campeonato.
Esta Serie tuvo que ser detenida en febrero a causa del II Clásico Mundial de Béisbol, que dejó un gusto amargo en la población cubana, pero después se fue perdiendo cuando llegó la postemporada. El equipo campeón de esta temporada fue La Habana.

## Zona Occidental
| Equipo              | JJ | JG | JP | AVE  | DIF  |
| ------------------- | -- | -- | -- | ---- | ---- |
| La Habana           | 90 | 57 | 33 | .633 | -    |
| Pinar del Río       | 90 | 54 | 36 | .600 | 3.0  |
| Sancti Spiritus     | 90 | 48 | 42 | .533 | 9.0  |
| Isla de la Juventud | 90 | 43 | 47 | .478 | 14.0 |
| Matanzas            | 90 | 39 | 51 | .433 | 18.0 |
| Industriales        | 90 | 37 | 53 | .411 | 20.0 |
| Cienfuegos          | 90 | 34 | 56 | .378 | 23.0 |
| Metropolitanos      | 90 | 33 | 57 | .367 | 24.0 |

## Zona Oriental
| Equipo           | JJ | JG | JP | AVE  | DIF  |
| ---------------- | -- | -- | -- | ---- | ---- |
| Ciego de Ávila   | 90 | 64 | 26 | .711 | -    |
| Santiago de Cuba | 90 | 57 | 33 | .633 | 7.0  |
| Villa Clara      | 90 | 53 | 37 | .589 | 11.0 |
| Holguín          | 90 | 47 | 43 | .522 | 17.0 |
| Guantánamo       | 90 | 43 | 47 | .478 | 21.0 |
| Camagüey         | 90 | 41 | 49 | .456 | 23.0 |
| Las Tunas        | 90 | 36 | 54 | .400 | 28.0 |
| Granma           | 90 | 34 | 56 | .378 | 30.0 |

## Bateo
| AVE | Michel Enríquez      | Isla de la Juventud | .401 |
| C   | Ramón Tamayo         | Granma              | 87   |
| H   | Yoilán Cerce         | Guantanamo          | 136  |
| 2B  | Michel Enríquez      | Isla de la Juventud | 37   |
| 3B  | Ruby Silva           | La Habana           | 10   |
| HR  | Alfredo Despaigne    | Granma              | 32   |
| SLU | Alfredo Despaigne    | Granma              | .756 |
| BR  | Yoelvis Leiva        | Cienfuegos          | 22   |
| CR  | Yoelvis Leiva        | Cienfuegos          | 13   |
| CI  | Alfredo Despaigne    | Granma              | 97   |
| DB  | José Dariel Abreu    | Cienfuegos          | 30   |
| BB  | Michel Enríquez      | Isla de la Juventud | 89   |
| SO  | Erisbel Arruebaruena | Cienfuegos          | 82   |

## Pitcheo
| PRO | Valeri García    | Ciego de Ávila      | .917 (11-1)     |
| PCL | Yadier Pedroso   | La Habana           | 1.91 (113.0-24) |
| JL  | Alexéi Alarcón   | Granma              | 38              |
| JI  | Yandri Lestapier | Guantánamo          | 21              |
| JC  | 2 con            | -                   | 7               |
| JR  | Alexéi Alarcón   | Granma              | 37              |
| JG  | 2 con            | -                   | 13              |
| JP  | Yoelkis Cruz     | Las Tunas           | 13              |
| L   | 4 con            | -                   | 2               |
| JS  | Vladimir García  | Ciego de Ávila      | 25              |
| INN | Yuniesky Maya    | Pinar del Río       | 146.0           |
| SO  | Aroldis Chapman  | Holguín             | 130             |
| BB  | Wilber Pérez     | Isla de la Juventud | 81              |

### Postemporada
Esta sección está en proceso de edición

## Tabla de posiciones
|    | Campeón             | JG |
| -- | ------------------- | -- |
| 1  | Habana              | 57 |
|    | Subcampeón          | JG |
| 2  | Villa Clara         | 53 |
|    | Semifinalistas      | JG |
| 3  | Ciego de Ávila      | 64 |
| 4  | Pinar del Río       | 54 |
|    | Cuartofinalistas    | JG |
| 5  | Santiago de Cuba    | 57 |
| 6  | Santi Spíritus      | 48 |
| 7  | Holguín             | 47 |
| 8  | Isla de la Juventud | 43 |
|    | No clasificados     | JG |
| 9  | Guantánamo          | 43 |
| 10 | Camagüey            | 41 |
| 11 | Matanzas            | 39 |
| 12 | Industriales        | 37 |
| 13 | Las Tunas           | 36 |
| 14 | Cienfuegos          | 34 |
| 15 | Granma              | 34 |
| 16 | Metropolitanos      | 33 |

- Datos: Q2950628